# Harrie Biessen
Hendrik Jozef "Harrie" Biessen (Heerlen, 5 maart 1924 – Welten, 24 februari 1968) was een Nederlands dirigent, muziekpedagoog en pianist.

## Levensloop
Biessen kreeg van zijn vader Léon Biessen, ook een dirigent, de eerste pianolessen. Hij was een zeer begaafd pianist. Op elfjarige leeftijd speelde hij reeds het eerste pianoconcert van Wolfgang Amadeus Mozart samen met de Heerlense Orkestvereniging en met hetzelfde concert won hij een jaar later de Paderewski-prijs in Maastricht.
Biessen studeerde aan het Conservatorium van Amsterdam onder andere orkestdirectie bij Hein Jordans en later in Parijs bij Bengt de Tórne.
Naast zijn werkzaamheden als concertpianist was hij dirigent van het Mijnstreek Kamer-Orkest. Verder was hij leraar piano aan de Muziekschool Heerlen. Van 1956 tot 1959 en van 1963 tot 1966 was hij dirigent van de Koninklijke Harmonie van Thorn. Van 1962 tot 1963 was hij eveneens dirigent van de Fanfare St. Joseph in Meers. In deze tijd heeft hij ook de Harmonie "St. David", Voerendaal gedirigeerd. Hij was ook dirigent van de Harmonie St. Aemiliaan Bleijerheide en van de Harmonie "St. Pancratius", Nulland, Kerkrade.
Later werd hij dirigent van de Zuid Nederlandse Opera. Hij overleed in 1968 plotseling op 43-jarige leeftijd.